# Kościół św. Ludwika w Namyślinie
Kościół św. Ludwika w Namyślinie – katolicki kościół filialny zlokalizowany we wsi Namyślin w gminie Boleszkowice, w powiecie myśliborskim (województwo zachodniopomorskie). Należy do parafii św. Antoniego w Boleszkowicach.

## Historia i architektura
Neogotycki, orientowany kościół został wzniesiony w latach 1903–1904. Postawiony został na miejscu wcześniej istniejącego, XVII-wiecznego kościoła ryglowego. Sytuowany na planie prostokąta, zakończony jest wyodrębnionym, mniejszym i węższym od nawy prezbiterium, do którego dostawiona jest zakrystia. Szczyt wschodniej ściany prezbiterium zdobiony jest blendami. Od zachodu do kościoła przylega czworoboczna wieża, nakryta stożkowym hełmem, zwieńczonym kulą z krzyżem. W trzech ścianach wieży umieszczone są tarcze zegara, powyżej których znajdują się ostrołukowe okna. Na wieży zawieszone są dwa dzwony z 1882 i 1920 roku.
Wewnątrz kościoła, na ścianie zachodniej, znajduje się empora z prospektem organowym.
Po II wojnie światowej kościół został poświęcony jako świątynia katolicka w dniu 22 września 1946 roku przez ks. Antoniego Kołodziejczaka SDB.